# Kabinett Meierovics I

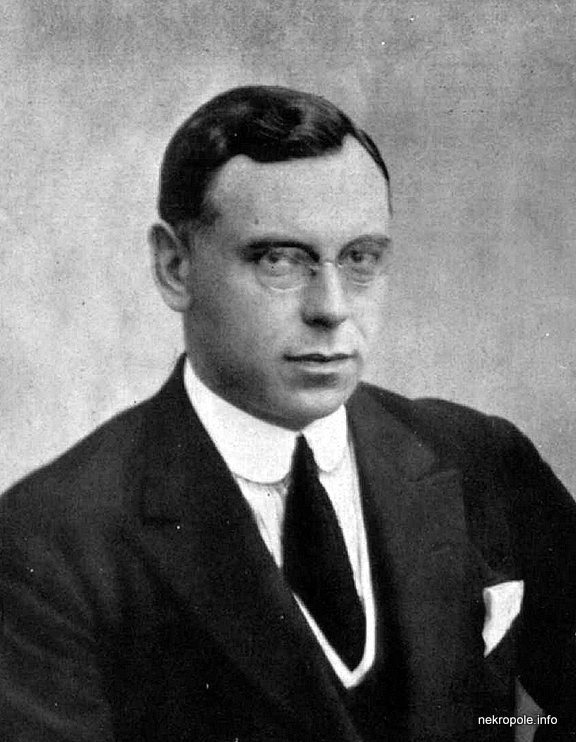
Ministerpräsident Zigfrīds Anna Meierovics

Das Kabinett Meierovics I war die fünfte Regierung der Republik Lettland und wurde am 19. Juni 1921 von Ministerpräsident Zigfrīds Anna Meierovics gebildet. Das Kabinett löste das Kabinett Ulmanis IV ab und blieb bis zum 26. Januar 1923 im Amt, woraufhin es vom Kabinett Pauļuks abgelöst wurde.
Dem Kabinett gehörten folgende Minister an:
| Amt                             | Amtsinhaber                         | Beginn der Amtszeit              | Ende der Amtszeit                 |
| ------------------------------- | ----------------------------------- | -------------------------------- | --------------------------------- |
| Ministerpräsident Außenminister | Zigfrīds Anna Meierovics            | 19. Juni 1921                    | 26. Januar 1923                   |
| Innenminister                   | Alberts Kviesis                     | 19. Juni 1921                    | 26. Januar 1923                   |
| Verteidigungsminister           | Gustavs Zemgals                     | 19. Juni 1921                    | 26. Januar 1923                   |
| Finanzminister                  | Ringolds Kalnings Alfreds Riekstiņš | 19. Juni 1921 10. September 1922 | 9. September 1922 26. Januar 1923 |
| Justizminister                  | Vilis Holcmanis                     | 19. Juni 1921                    | 26. Januar 1923                   |
| Landwirtschaftsminister         | Voldemārs Zāmuēls Arvīds Kalniņš    | 19. Juni 1921 21. Juli 1922      | 20. Juli 1922 26. Januar 1923     |
| Verkehrsminister                | Jānis Pauļuks                       | 19. Juni 1921                    | 26. Januar 1923                   |
| Arbeitsminister                 | Roberts Dukurs                      | 19. Juni 1921                    | 26. Januar 1923                   |
| Bildungsminister                | Aleksandrs Dauge                    | 19. Juni 1921                    | 26. Januar 1923                   |
| Staatskontrolleur               | Ernests Ozoliņš                     | 19. Juni 1921                    | 26. Januar 1923                   |
| Stellvertretender Außenminister | Voldemārs Salnais                   | 19. Juni 1921                    | 26. Januar 1923                   |
| Stellvertretender Innenminister | Vladislavs Rubulis                  | 19. Juni 1921                    | 26. Januar 1923                   |